# Xã Madison, Quận Lake, Ohio
Xã Madison (tiếng Anh: Madison Township) là một xã thuộc quận Lake, tiểu bang Ohio, Hoa Kỳ. Năm 2010, dân số của xã này là 18.889 người.